# Камберленд-Сіті (Теннессі)
Камберленд-Сіті (англ. Cumberland City) — місто (англ. town) в США, в окрузі Стюарт штату Теннессі. Населення — 305 осіб (2020).

## Географія
Камберленд-Сіті розташований за координатами 36°22′48″ пн. ш. 87°38′24″ зх. д. / 36.38000° пн. ш. 87.64000° зх. д. (36.380046, -87.639947).  За даними Бюро перепису населення США в 2010 році місто мало площу 13,76 км², з яких 12,80 км² — суходіл та 0,95 км² — водойми.

## Демографія
Згідно з переписом 2010 року, у місті мешкало 311 осіб у 134 домогосподарствах у складі 82 родин. Густота населення становила 23 особи/км².  Було 186 помешкань (14/км²).
Расовий склад населення:
| - 87,1 % — білих - 10,3 % — чорних або афроамериканців - 1,0 % — азіатів - 0,3 % — корінних американців |

До двох чи більше рас належало 1,3 %. Частка іспаномовних становила 0,3 % від усіх жителів.
За віковим діапазоном населення розподілялося таким чином: 23,5 % — особи молодші 18 років, 57,5 % — особи у віці 18—64 років, 19,0 % — особи у віці 65 років та старші. Медіана віку мешканця становила 43,2 року. На 100 осіб жіночої статі у місті припадало 84,0 чоловіків;  на 100 жінок у віці від 18 років та старших — 77,6 чоловіків також старших 18 років.
Середній дохід на одне домашнє господарство  становив 35 463 долари США (медіана — 18 750), а середній дохід на одну сім'ю — 45 026 доларів (медіана — 33 750). За межею бідності перебувало 43,6 % осіб, у тому числі 72,9 % дітей у віці до 18 років та 40,7 % осіб у віці 65 років та старших.
Цивільне працевлаштоване населення становило 102 особи. Основні галузі зайнятості: освіта, охорона здоров'я та соціальна допомога — 24,5 %, виробництво — 16,7 %, транспорт — 11,8 %, роздрібна торгівля — 9,8 %.